# Celestial (албум RBD)
 (срп. Божанско) је трећи студијски албум мексичке групе RBD. Објављени синглови са овог албума су: Ser O Parecer, Celestial и Bésame Sin Miedo. Само месец дана касније објављен је и албум Celestial (Versão Brasil), који је у ствари исти албум само препеван на португалски за тржиште Бразила. Албум је пропратио и излазак DVD-ја  Live In Río, на ком је снимак концерта у Рио де Жанеиру. Годину дана касније објављен је још један албум  и DVD Hecho En España, који садрже уживо извођење неких песама са претходна 4 албума у Мадриду.

## Списак песама
1. - 03:08
2. - 03:33
3. - 04:06
4. - 03:27
5. - 03:34
6. - 03:33
7. - 03:21
8. - 04:09
9. - 02:43
10. - 03:55
11. - 03:19

Интернационално издање
- Обухвата све песме са стандардног издања
- Обухвата још 2 песме

1. - 04:09
2. - 02:00

* обухвата делове песама Tu Amor, Wanna Play, Cariño Mío и I Wanna Be The Rain са албума Rebels
 издање
- Обухвата све песме са стандардног издања
- Обухвата још једну песму

1. - 06:33

- Обухвата и DVDдигитални омот

 издање
- Обухвата све песме са интернационалног издања
- Обухвата још 4 песме

1. - 03:43
2. - 03:29
3. - 06:33

- Обухвата и

Снимци са концерата:
Спотови:
Караоке:

## Celestial (Versão Brasil)
Бонус песме на шпанском језику